# Zandershöfe
Zandershöfe ist eine Ortslage in der bergischen Großstadt Wuppertal im Ortsteil Ronsdorf. 

## Lage
Die Ortslage befindet sich im Wohnquartier Ronsdorf-Mitte/Nord auf einer Höhe von etwa 275 m ü. NHN an der gleichnamigen Straße Zandershöfe. Die Ortslage ist als eigenständiger Wohnplatz nicht mehr wahrnehmbar und heute Bestandteil der geschlossenen Wohn- und Gewerbebebauung des Ronsdorfer Ortszentrums. 

## Etymologie und Geschichte
Der namensgebende Hof war in der frühen Neuzeit einer der vier Höfe, die den Kern der späteren Stadt Ronsdorf bildeten. Er wurde nach einem Eigentümer Zander benannt.
Die ursprünglichen Hofgebäude wurden bereits in der zweiten Hälfte des 19. Jahrhunderts abgetragen. Ende des 19. Jahrhunderts wurde im ursprünglichen Hofbereich der Abzweig der Ronsdorf-Müngstener Eisenbahn zum Ronsdorfer Staatsbahnhof trassiert und 1896 das Amtsgericht Ronsdorf errichtet.